# Robert Manceau
Pour les articles homonymes, voir Manceau.
Robert Manceau, né le 12 février 1913 à Sainte-Jamme-sur-Sarthe et décédé le 28 décembre 2003 au Mans, est un homme politique français.

## Biographie
Il est député de la Sarthe de 1946 à 1958 et de 1962 à 1968. Le 25 janvier 1956, il est élu secrétaire de l'Assemblée nationale.
La maison de quartier du quartier du Maroc au Mans porte le nom de Robert-Manceau.

## Détail des fonctions et des mandats
Mandats parlementaires
- 2 juin 1946 - 27 novembre 1946 : député de la 2e Assemblée constituante
- 10 novembre 1946 - 8 décembre 1958 : député de la Sarthe
- 25 novembre 1962 - 30 mai 1968 : député de la 2e circonscription de la Sarthe

Mandats locaux
- 1955 - 1967 : conseiller général du 2e canton du Mans
- 1967 - 1982 : conseiller général du canton du Mans-Est
- 1982 - 1985 : conseiller général du canton du Mans-Est-Campagne